# 1866 في المملكة المتحدة
فيما يلي قوائم الأحداث التي وقعت خلال عام 1866 في المملكة المتحدة.

## سياسة

### تعيين في المنصب
- 28 يونيو – إدوارد سميث ستانلي رئيس وزراء المملكة المتحدة.
- 28 يونيو – جون رسل زعيم معارضة.
- 6 يوليو – بينجامين دزرائيلي مستشار الخزانة.

### انتهاء فترة المنصب
- 28 يونيو – جون رسل رئيس وزراء المملكة المتحدة.

## كتب
من الكتب التي صدرت هذه السنة في المملكة المتحدة:
- 1 يناير – العمق المتجمد من تأليف تشارلز ديكنز.

## مواليد

### يناير
- 1 يناير – سام هوليس
- 4 يناير – إرنست مانغنال

### فبراير
- 5 فبراير – آرثر كيث

### مارس
- 26 مارس – فريد كارنو
- 28 مارس – جيمي روس لاعب كرة قدم إنجليزي.

### يونيو
- 26 يونيو – اللورد كارنارفون

### يوليو
- 28 يوليو – بياتريكس بوتر

### أغسطس
- 29 أغسطس – والتر بيرتون هاريس صحفي بريطاني.

### سبتمبر
- 3 سبتمبر – جون مكتاغرت فيلسوف بريطاني.
- 21 سبتمبر – هربرت جورج ويلز كاتب إنجليزي.

### أكتوبر
- 12 أكتوبر – رامزي ماكدونالد

### نوفمبر
- 29 نوفمبر – إرنست ويليام براون
- 30 نوفمبر – روبرت بروم

### ديسمبر
- 21 ديسمبر – مود غون

## وفيات

### يناير
- 1 يناير – لويس فريزر (مواليد 1810)

### فبراير
- 11 فبراير – وليام توماس بريند (مواليد 1788) كيميائي بريطاني.

### أبريل
- 5 أبريل – توماس هودجكن (مواليد 1798)

### يونيو
- 5 يونيو – جون مكدوال ستيوارت (مواليد 1815) مستكشف بريطاني.

### أغسطس
- 4 أغسطس – هاري جونز (مواليد 1791) لاعب كركيت من المملكة المتحدة.

### سبتمبر
- 28 سبتمبر – جورج فازرستونهو (مواليد 1780)

### ديسمبر
- 1 ديسمبر – جورج إيفرست (مواليد 1790)